# Уткин, Андрей Иванович
Андрей Иванович Уткин (30 сентября [12 октября] 1900 — 1987) — советский государственный и военный деятель, нарком лёгкой промышленности и зам. председателя СНК РСФСР.
Родился в селе Озёры Коломенского уезда Московской губернии. Работал курьером на фабрике. С 1919 по 1922 в РККА, участник Гражданской войны.
Окончил Московский текстильный институт. С 1926 член ВКП(б). С октября 1930 года первый директор Воскресенской фетровой фабрики имени 9 января (Московская область).
7.4.1939 — 6.9.1940 народный комиссар лёгкой промышленности РСФСР. 6.9.1940 — 17.7.1943 заместитель председателя СНК РСФСР. Затем работал начальником «Главтрикотажа» наркомата легкой промышленности СССР.
С 10 сентября 1945 — начальник отдела сводного планирования Экономического управления СВАГ (Советской военной администрации в Германии), воинское звание — полковник.
С 25.01.1946 зам. начальника, с 6.03.1946 начальник Управления по делам советских акционерных обществ в Германии.

## Награды
- орден Ленина (20.07.1940) — за «перевыполнение плана 1939 года, успешную работу и проявленную инициативу в деле выполнения специальных заказов Правительства»